# Bănicești, Argeș
Bănicești este un sat în comuna Valea Danului din județul Argeș, Muntenia, România.